# 鯤瀛詩社
鯤瀛詩社，台灣台南地區傳統詩社，創立於1912年中秋節，原名為「嶼江吟社」，歷經多次改名，1962年定為今名，現任社長為吳登神(筆名吳中)，其他成員有鄭國津、徐青山、洪春風等人士。

## 歷史
鯤瀛詩社曾幾經變易，原名為嶼江吟社，設於北門嶼（今北門區），主要社員有王大俊、王炳南、吳萱草、洪權、王丁巧、王仰山等人。後來遷居至今將軍區一帶，以將軍舊名改名蘆溪吟社。1921年王大俊與吳萱草倡議合組白鷗詩社，該社的活動範圍擴大為整個北門郡，詩社成員有郭朝猛、黃圖、陳哮、張連蒲、黃標、黃大賓、鄭國湞、徐青山、洪爽、謝海鵝、謝斐元(源)、謝和美、吳乃占、吳丙丁、吳耀林、施獻忠、王炳南、王大俊、曾媽願、潘煌輝、王克明、洪權等人士。中日戰爭期間，漢文創作受日本殖民政府管制，詩社活動遂告中止。
二次大戰戰後，陳峻聲、陳昌言等於1947年組織琅環詩社於佳里醫院，1960年又改為佳里詩社，設址於金唐殿。詩社幾經更名，組織也數度更迭，活動區域主要為台南縣北門區，以佳里鎮為中心。
1962年於金唐殿後殿召開詩人大會，正式成立鯤瀛詩社，公推吳新榮為首任社長。

### 歷任社長
- 吳萱草：琅環吟社。
- 王炳南：白鷗吟社[6]
- 吳新榮：佳里吟社、鯤瀛詩社[5]
- 陳敏璜：鯤瀛詩社
- 吳登神：鯤瀛詩社

## 成員生平事跡

### 「嶼江吟社」
- 發起人是王炳南、吳萱草、王大俊，三人的生平事跡請見下面「白鷗吟社」條列的「王炳南」、「吳萱草」和「王大俊」內容；另一位成員「洪權」也是如此。
- 王丁巧 (生卒年不詳)，北門「嶼江吟社」會員之一。性好詩文，曾任公職。[7]
- 王仰山 (生卒年不詳)，北門「嶼江吟社」會員之一，與吳中(吳登神)、洪春風為至交。精於醫術，尤長於婦科、內科。除詩文外，亦工書法。戰後，曾任中華日報記者。[8]
- 除了王炳南、吳萱草、王大俊、王丁巧、王仰山，還有哪些成員，目前(2011/9/5)尚待確定。

### 「白鷗吟社」(又名：「白鷗詩社」)
- 郭朝猛 (1902.5.24~1935.8.9)，制寬，臺南州北門郡西港庄大塭寮人，生於1902年(明治三十五年)公學校畢業後，遠赴日本東京第二中學就讀。學成返臺，任西港庄役場助役。「白鷗吟社」社員。[9]

- 黃圖 (1910~1980)，字鯤南，1910年(明治四十三年)生於西港庄海南埔，少時受學於吳溪門下，為白鷗吟社社員。民國五十一年，任第四屆西港鄉長。鄉長卸任後，創立南寶樹脂股份有限公司。[10]

- 陳哮 (1895~1959)，字峻聲，1895年(光緒二十一年、明治二十八年)生，1959年(民國四十八年)卒。工詩。1922年(大正十一年)與陳昌信、陳先致於七股創立「竹橋吟社」，並任社長，同時亦為七股庄長、協議會會員、嘉南大郡組合議員。戰後，曾任台南縣漁會理事長、第二屆台南縣議員、台南縣文獻委員。著有《心聲詩集》。另外陳昌言編有〈陳文獻委員峻聲遺詩十首〉。《台南縣志‧文化志》第四篇「學藝」錄有其傳統漢詩〈晚秋農村即事〉詩。[11]

- 張連蒲 (1896~？)，名毓侯，字家壁，號蒲園，齋號適心亭，七股人，1896年(明治二十九年)生，師事黃吉六、謝竹軒兩夫子研學詩人，「白鷗詩社」社員，知名台灣研究學者許成章先生岳父。弱冠從商，與兄蓮亭在台北合營媒礦。嗣又回台南營肥料及陶器行，二次大戰起回鄉居住。戰後任教於淑德女中、高雄女中、高雄家商，曾任高雄壽峰詩社社長、顧問，以及高雄市詩人聯誼會顧問。《傳統詩集》第一輯輯有其漢詩〈懷王則修先生〉等六首，《台南縣詩人自選集》輯有其傳統漢詩〈同竹軒天健兩先生遊竹溪寺作〉等十五首，《南瀛詩鈔》輯有其傳統漢詩〈夜泊吉田屋〉等十四首。高雄壽峰詩社所出版《高雄市壽峰詩社第三集》中則輯有《蒲園詩草》，1978年並出版其漢語古典詩集《適心亭詩集》。[12]

- 黃標 (1900~1968)，字秋錦，七股鄉人，精於詩文，並擅長書法，兼擅篆刻。七股「竹橋吟社」、佳里「白鷗吟社」、「琅環詩社」等社員。戰後，曾於「虎尾女中」、「北門農工」擔任國文教師。《台南縣志‧文化志》第四編「學藝」錄有其傳統漢詩〈龍湖奉色〉。[13]

- 黃大賓 (1954~)，字燕卿，七股庄樹子腳人，白鷗吟社社員。臺南師範學校講習科出身。1922年 (大正十一年)，任台南公學校訓導。1927年(昭和2年)，捨教鞭而跨入商業界。曾任明治製糖會社原料委員，又任七股庄協議會員、七十二分第三保保正等公職。[14]

- 鄭國湞 (1895~1983)，號靜夫，佳里鎮人，台北醫學校畢業。曾隨吳溪(字百川)習文，醫文兼具，博學多聞。為「白鷗吟社」(1921)、「琅環詩社」(1947)等社員，曾被聘為「鯤瀛詩社顧問」與「台南縣文獻委員會委員」。戰後作品大多發表於當時的報章雜誌漢詩欄，戰後詩作則多發表於吳濁流創辦的《台灣文藝》，著有《鄭靜夫詩集》。《台南縣‧雜志》第二篇「詩叢」錄有其傳統漢詩〈佳里竹枝詞〉十首，《台南縣志‧文化志》第四篇「學藝」錄有其傳統漢詩〈曉鐘〉詩兩首。[15]

- 徐青山 (生卒年不詳)，號仰高，佳里鎮人，工詩書，「白鷗吟社」、「琅環詩社」等社社員。吳萱草社長逝世後，「琅環詩社」社務由徐青山主持，並於1960年5月21日將之改名為「佳里詩社」，後任「鯤瀛詩社」顧問。《台南縣詩人自選集》輯有其漢詩古典詩〈遊關子嶺〉等二十首。《台南縣志‧文化志》第四篇「學藝」錄有其傳統漢詩〈中秋月〉。[16]

- 洪爽 (生卒年不詳)，席舟，原居佳里，後徙學甲。受業於邱濬川，「登雲詩社」、「白鷗吟社」成員。1922年(大正十一年)，倡立「學甲吟社」，並被推舉為社長。[17]

- 謝海鵝 (1873~1935)，字白翔，「白鷗吟社」、「學甲吟社」社員。歷任土地調查局書記、保正、聯合會長、庄議員、區委員等公職，並曾任職於學甲慈濟宮。1873年(同治十二年)出生，1935年(昭和十年)逝世，享年六十有三。《台南縣詩人自選集》輯有其漢語古典詩〈望夫石〉等八首。[18]

- 謝源 (生卒年不詳)，字斐元，號秀峰，「白鷗吟社」、「學甲吟社」社員，並曾任學甲吟社社長。曾設塾鄉里，教授生徒。《台南縣詩人自選集》輯有其漢語古典詩〈慰宗人小東山受獄〉等四首。[19]

- 謝和美 (生卒年不詳)，「白鷗吟社」、「學甲吟社」社員。除詩文外，亦工書法。[20]

- 吳乃占 (1879~？)，號吉夢，生於1879年(光緒五年)，將軍人。與吳萱草、王炳南、王大俊為詩酬唱，「白鷗吟社」社員。公學校畢業後，專攻漢學七年，曾任台南州區書記、佳里漁業組合主事同專務理事、永義芳株式會社相談役、監察役、佳里庄長、台南州協議會員、台灣竹材會社社長、《台灣新聞》佳里出張所長、騰雲自動車商會會長，曾遊歷內地大陸、南洋、英領香港、呂宋各地。戰後，曾任南鯤鯓代天府主事。《台南縣詩人自選集》輯有其漢語古典詩〈東渡觀光留別辱知諸友〉等九首。[21]

- 吳丙丁 (1904~1950) ，1904年(明治三十七年)生，1950年(民國三十九年)卒。為名詩人吳萱草之弟，其對姪子吳新榮非常關照。吳新榮回台後，其將自己經營的佳里醫院交給吳新榮來經營。1935年(昭和十年)，與施獻忠等人創立「將軍吟社」，並任社長。社員有十五人，聘王炳南、王大俊為顧問，並為「白鷗吟社」社員。[22]

- 吳耀林 (1905~1992)，字茂松，將軍庄人，生於1905年(明治三十八年)。將軍吟社、白鷗吟社社員，尤以善書名於詩，曾為將軍庄協議員。《台南縣詩人自選集》輯有其傳統漢詩〈諸葛盧〉等八首。[23]

- 施獻忠 (1908~1983)，號別大目道人，生於1908年(明治四十一年)，卒於1983年。八歲入漚汪公學校就讀，十四歲畢業後，除自修漢學外，並與王炳南、吳溪二師習詩文，且長於歧黃之術。1935年(昭和十年)，創立「將軍吟社」。並為「白鷗吟社」社員。戰後任「鯤瀛詩社」顧問。《台南縣詩人自選集》輯有其漢詩〈漚汪公學校第一屆畢業生同窗會感作敬呈諸同學並祈笑正〉等十九首。[24]

- 王炳南 (1883~1952)，名清閩，號北嶼鈞客。1883年(光緒九年)生，1952年卒。1912年(大正元年)與庄人王大俊、將軍庄吳萱草於北門庄發起成立「嶼江吟會」。詩文並工，曾任佳里街「白鷗吟社」顧問，詩作頗多，亦精醫術。晚年於高雄懸壺濟世，裔孫吳鍾靈曾任高雄市議會議長。著有《北嶼釣客吟草》。《台南縣志》卷八《人物志》第六篇「文藝」有〈王炳南傳〉，《台南縣詩人自選集》輯有其傳統詩作〈新營旅夜〉等十二首，《南瀛詩鈔》輯有其詩作〈小腳腿路上〉等七首。《台南縣志‧文化志》第四編「學藝」錄有其傳統漢詩〈閒吟〉及〈蘆溪垂釣〉二詩，《台南縣志─雜志》第二篇「詩叢」錄有其傳統漢詩〈馬沙溝途上〉。《將軍鄉人拾穗》丁卷有〈炳南詩選〉，選錄其傳統漢詩三十五首，並存其手跡近二十件，甲卷則有吳榮富〈漁村詩人王炳南先生詩初探〉專文。[25]

- 王大俊 (1886~1942)，字一軒，號釣翁，1886年(光緒十二年)生。幼讀漢學，為詩人王炳南之堂弟。與王炳南、吳萱草同為「嶼江吟社」創始人之一，「白鷗吟社」三台柱，與王炳南、王克明合稱為「北門三王」之一。1937年(昭和十二年)七七事變後，潛伏遠赴中國大陸，1942年死於上海。佳里金唐殿有其楹聯。《台南縣志‧文化志》第四篇「學藝」錄有其傳統漢詩〈簾影〉及〈莫愁湖〉二詩，《台南縣志‧雜志》第二篇「詩叢」錄有其傳統漢詩〈佳里庄道上〉。[26]

- 吳萱草 (1889~1960)，字牧童，號穆堂，1889年(光緒十五年)生於北門嶼，原姓謝，七歲時被將軍人吳玉瓚所收養，乃改姓吳，並改名萱草。後徙居佳里。八歲入村學「日新軒」，受澎湖人陳九如啟蒙，1905年(明治三十八年)十六歲時入大儒吳溪(吳百川)之門。1907年十八歲時，長子吳新榮生於將軍庄，二十一歲受台南人許景山之指導研究詩選。二十四歲(1912年)與王炳南、王大俊創立「嶼江吟社」，為地方詩社之始。三十三歲，1921年(大正十年)，吳萱草與王大俊有意創設一個全郡性的詩社，於是當年「白鷗吟社」就成立於佳里醫院，吳萱草被推為社長，王炳南、王大俊兩人擔任顧問，社員包含了北門郡六街庄三十餘人。並曾加入台南「南社」。後來曾經與友人共同經商，創設「佳里自動車商會」，最後因經營不善而退出。戰後「白鷗吟社」於1947年(民國三十六年)改組，更名為「琅環詩社」，設址於「金唐殿」，吳萱草仍續任社長。六十八歲出版《忘憂洞天詩集》上卷，越兩年出版下卷，再越兩年出版續集。1950年膺選台南縣參議員，1951年膺選第一屆台南縣縣議員、台南縣「南瀛詩社」首任副社長、1956年任中國聖道會台南縣支會首屆理事長。1957年發現肝腫瘤，1960年逝世於佳里，葬於將軍故里。後人輯其所作詩二千多首，為《忘憂洞天詩集》。《台南縣詩人自選集》輯有其詩作〈無題〉等十一首。《台南縣志‧雜志》第二篇「詩叢」錄有其傳統漢詩〈嘉南大圳考察記〉，《台南縣志‧文化志》第四篇「學藝」錄有其傳統漢詩〈黃菊〉、〈萱草〉及〈綠陰〉等三首。[27]

- 潘煌輝 (1961~？)，字芳菲，北門嶼人，與北門名儒吳溪有詩文往來。「北門吟會」、「白鷗吟社」社員。《南瀛詩鈔》輯有其傳統漢詩〈冬筍〉等三首。[28]

- 曾媽願 (生卒年不詳)，字梅癡，三竂灣人。「白鷗吟社」社員。[29]

- 王克明 (生卒年不詳)，靜園，北門庄人，白鷗吟社社員，曾任西港庄長。[30]

- 洪權 (生卒年不詳)，號子衡。詩文並茂，尤以詩更清新可誦，歷嶼江吟社、蘆溪吟社、白鷗吟社等社員，著有《子衡詩鈔》。《台南縣志‧文化志》第四篇「學藝」錄有其傳統漢詩〈養魚〉。[31]
- 除了上述人士，吟社還有哪些成員，目前(2011/9/5)尚待確定。

### 「琅環詩社」
- 「白鷗吟社」(又名：白鷗詩社)在1947年改組，並且更名為「琅環詩社」。
- 社員有陳哮、徐青山、鄭國湞，三人生平事跡已經在上面--「白鷗吟社」的人物中提到，在此不再贅述。
- 除了上述人士，吟社還有哪些成員，目前(2011/9/5)尚待確定。

### 「鯤瀛詩社」
- 該社在1962年成立，前身為「嶼江吟社」、「白鷗吟社」。
- 首屆社長是吳新榮。由於吳新榮在台灣新文學、文化運動、抗日運動、地方文史工作等領域有傑出的成就，個人著述及後人的研究不少，因此不在這裡詳細闡述，請讀者點閱「吳新榮」這則詞條。
- 成員鄭國湞、徐青山的生平事跡，已在上面--「白鷗吟社」的部份呈現，在此，不再贅述。
- 洪春風 (1886~1942)，字岩山，號宜生，蚵寮人。戰後，歷任北門鄉公所秘書、第四屆與第五屆北門鄉長、台南縣政府民政局課員、「鯤瀛詩社」顧問。[32]
- 吳登神 (1947~？)，別名吳中，北門鄉中樞村人。專長為傳統詩、文言文、對聯、碑文等。現任鯤瀛詩社社長、中國詩人文化會會長、台南縣台灣語文教育學會會長、台南縣國學會名譽會長。曾獲內政部詩教獎、全國徵文(古文)第一名等。著有：《千金譜考釋》、《溪底寮志》、《鯤瀛詩文集》、《陳平永思錄》、《洪傳興永思錄》等。[33]
- 除了上述人士，詩社還有哪些成員，目前(2011/9/5)尚待確定。

### 「將軍吟社」
- 成員有吳丙丁、施獻忠、王炳南、王大俊、吳耀林等人。
- 目前(2011/9/5)已知，吳丙丁、施獻忠、王炳南、王大俊、吳耀林均是「白鷗吟社」成員，而王炳南、王大俊二人，又是「嶼江吟社」的發起人。
- 吳丙丁、施獻忠、王炳南、王大俊、吳耀林的生平事跡，已在上面--「白鷗吟社」的部份呈現，在此，不再贅述。
- 除了上述人士，詩社還有哪些成員，目前(2011/9/5)尚待確定。

### 「竹橋吟社」
- 該社與「嶼江吟社」、「白鷗吟社」、「琅環詩社」、「鯤鯓詩社」、「將軍詩社」的關係，有待後人研究。目前(2018/2/22)已知，黃標有參加本社。陳昌信、陳先致也曾參加「琅環詩社」。
- 除了上述人士，詩社還有哪些成員，目前(2011/9/5)尚待確定。

### 「學甲吟社」
- 該社與「嶼江吟社」、「白鷗吟社」、「琅環詩社」、「鯤鯓詩社」、「將軍詩社」的關係，有待後人研究。
- 成員洪爽、謝海鵝、謝斐元、謝和美的生平事跡，已在上面--「白鷗吟社」的部份呈現，在此，不再贅述。
- 王金鍊 (生卒年不詳)，「學甲吟社」社員。戰後曾任學甲鄉農會總幹事、學甲慈濟宮董事長、南鯤鯓代天府管理委員會副主任委員。(註：國立台灣文學館研究典藏組，《鹽分地帶作家名錄》，頁51。)
- 李輝華 (生卒年不詳)，與謝海鵝、謝斐元、洪爽同為「學甲吟社」社員。(註：國立台灣文學館研究典藏組，《鹽分地帶作家名錄》，頁52。)
- 賴金印 (生卒年不詳)，經營漢藥房，專精《燕山外史》與《千字文》。「學甲吟社」社員。(註：國立台灣文學館研究典藏組，《鹽分地帶作家名錄》，頁55。)
- 除了上述人士，詩社還有哪些成員，目前(2011/9/5)尚待確定。

## 詩人、詩社及相關文藝團體所出版的詩文集

### 個人的詩文集
- 王炳南/著、吳榮富/主編，《北嶼釣客吟草》，台南縣新營市：台南縣文化基金會，2007。
- 陳哮/撰，《心聲詩集》，台北縣板橋市：龍文出版，2006。
- 吳萱草/撰，《忘憂洞天詩集》，台北縣：龍文出版，2009年。
- 張連蒲/撰，《適心亭詩集》，台北縣板橋市：龍文出版，2006。

### 多人的詩文集
- 吳登神總編輯，《鯤瀛詩文集》，台南縣：鯤瀛詩社，1994年。國立中山大學與新竹教育大學圖書館均有收藏。

### 聯吟大會的詩文集
- 鯤瀛詩社、台南縣國學會等編輯，《鯤瀛全國詩人聯吟大會詩集》，台南縣北門鄉，鯤瀛詩社，1999年。
- 鯤瀛詩社、台南縣國學會等編輯，《鯤瀛全國詩人聯吟大會詩集》，台南縣北門鄉，鯤瀛詩社，2000年。
- 鯤瀛詩社、台南縣國學會等編輯，《鯤瀛全國詩人聯吟大會詩集》，台南縣北門鄉，鯤瀛詩社，2006年。
- 鯤瀛詩社、台南縣國學會等編輯，《鯤瀛全國詩人聯吟大會詩集》，台南縣北門鄉，鯤瀛詩社，2007年。
- 鯤瀛詩社、台南縣國學會等編輯，《鯤鯓王出巡澎湖大典詩人聯吟大會 戊子年》，台南縣北門鄉：南鯤鯓代天府管理委員會，2008年。
- 鯤瀛詩社、台南縣國學會等編輯，《鯤瀛全國詩人聯吟大會詩集》，台南縣北門鄉，鯤瀛詩社，2009年。
- 鯤瀛詩社、台南縣國學會等編輯，《鯤瀛全國詩人聯吟大會詩集》，台南縣北門鄉，鯤瀛詩社，2010年。

### 其他
- 吳登神、陳霖松、陳敏璜編撰，《江公明得永思錄》，台南縣北門鄉：鯤瀛詩社出版，1998年。國家圖書館與國立台中圖書館均有收藏。
- 吳登神總編輯，《鯤瀛文獻》，台南縣：鯤瀛詩社，2001年。非賣品。國家圖書館有收藏。

## 相關研究或書籍

### 書籍
- 龔顯宗，《台南縣文化史》，台南縣：台南縣政府，2006年，2冊。
- 台南縣政府，《台南縣志》，台南縣：台南縣政府，1980年。文化志的部份。
- 吳登神，《鯤瀛詩社一百年史》，（臺南市：南縣鯤瀛詩社，2011年11月）。

## 相關詞條
- 吳新榮
- 鹽分地帶
- 南鯤鯓代天府